# Periclina olorosa
Periclina olorosa là một loài bướm đêm trong họ Geometridae.